# فاساني آزاد
فاساني آزاد هي رواية باللغة الأردية من تأليف راتان ناث ذر سارشار [الإنجليزية]. وقد نُشر على شكل سلسلة في مجلة آفاد أخبار [الإنجليزية] بين عامي 1878 و1883 قبل أن تنشره دار نشر نوال كيشور [الإنجليزية] في أربعة مجلدات كبيرة. تدور أحداث القصة حول شخصية متجولة تدعى آزاد ورفيقه خوجي، من شوارع لكناو في أواخر القرن التاسع عشر إلى ساحات معارك الحرب الروسية التركية (1877-1878) في القسطنطينية وروسيا. لقد نُوقش وضع العمل كرواية، ولكن يعتقد معظم العلماء أنه أحد أوائل الروايات باللغة الأردية.
راودت سرشار فكرةُ تأليف فسانه آزاد بعد النجاح الذي لقيته مقالاته التي نشرها في صحيفة أوده أخبار تحت عنوان «ظرافت» (أي: النكتة والفكاهة). وقد ظل فسانه آزاد محبوبًا على مرّ الزمن، وكان محلَّ دراسة لدى النقّاد الأدبيين باعتباره أولَ رواية كُتبت بالأردية، لما كان له من أثرٍ عميقٍ في تطوّر هذا الفن الأدبي لاحقًا. ويتميّز هذا العمل بوصفه البديع الزاهي لمدينة لكهنؤ، وأهلها، وثقافتها.

## تاريخ النشر
يتألف فسانه آزاد من أربعة مجلدات، ويبلغ مجموع صفحاته نحو 3000 صفحة، أي ما يقارب 2.25 مليون كلمة تقريبًا. وقد نُشرت الرواية في عدة صيغ وأشكال. نُشر الجزء الأول منها على شكل حلقات في صحيفة أوده أخبار من أغسطس عام 1878م حتى 5 يناير 1880م، تحت عنوان «ظرافت». ثم صدر في كتاب مستقل في يناير 1881م عن مطبعة نوّل كيشور، وهي التي تولّت أيضًا نشر الأجزاء الثلاثة المتبقية. أما الجزء الثاني، فقد بدأ نشره في الصحيفة في 1 يوليو 1880م، وهو أول ظهور لعنوان فسانه آزاد. وقد استمر نشر الحلقات، التي كانت تُباع بالاشتراك وبسعر مستقل، على شكل ملاحق شهرية لصحيفة أوده أخبار بعد تاريخ 30 يوليو. وصدر هذا الجزء في كتاب مستقل في يوليو 1882م. أما الجزء الثالث، فقد نُشر على شكل حلقات شهرية من فبراير 1882م إلى يناير 1883م، وطُبع في كتاب في يونيو 1883م، بعدد نسخ أولي بلغ 200 نسخة، وكان سعر النسخة ثلاث روبيات. ورغم عدم توفر معلومات مؤكدة حول ما إذا كان الجزء الأخير قد نُشر مسلسلاً، إلا أنه طُبع في كتاب مستقل في عام 1883م.

### الطبعات اللاحقة
في عام 1906، قامت مطبعة نوّل كيشور بنشر فصل من فسانه آزاد تجاوزت صفحاته الخمس عشرة، تحت عنوان «رنگِ سیر» (أي: لون الرحلة). وفي عام 1934، صدرت طبعة جديدة كاملة من الرواية. أما في عام 1947، فقد نشرت مطبعة سراسوتي في مدينة بنارس طبعةً مختصرة باللغة الهندية، بلغت نحو 550 صفحة. وقد حظيت شخصية "خوجي" بشعبية كبيرة، إلى درجة أن محمد أحسن فاروقي قام بجمع المقاطع المتعلقة بها من الرواية، وضمّها في كتاب مستقل بعنوان خوجي، صدر عام 1952 عن مطبعة راجا رام كومار، وهي الوريثة لمطبعة نوّل كيشور. وفي عام 1970، أصدرت دائرة الكتب الجامعية في نيودلهي طبعة مختصرة من الرواية بعنوان فسانه آزاد (تلخيص).

## طالع أيضًا
- حمزنا نامه، حكاية فارسية شعبية مشهورة بالهند، تُعتبر مؤثرة على الرواية

## ملحوظات

### الاستشهادات
1. ↑  Husain 1964، صفحة 114.
2. ↑  Dubrow 2011، صفحة 45.
3. ↑  Husain 1964، صفحة 117.
4. ↑  Dubrow 2017، صفحة 408.
5. 1 2  Jain 1988، صفحات 1264–1265.